# Сари (Єткульський район)
Сари (рос. Сары) — селище у Єткульському районі Челябінської області Російської Федерації.
Входить до складу муніципального утворення Єманжелинське сільське поселення. Населення становить 54 особи (2010).

## Історія
Від 1 березня 1924 року належить до Єткульського району Челябінської області.
Згідно із законом від 16 листопада 2004 року органом місцевого самоврядування є Єманжелинське сільське поселення.

## Населення
| 2002 | 2010 |
| ---- | ---- |
| 80   | ↘54  |